# Rudolf Seeliger
Rudolf Karl Hans Seeliger (* 12. November 1886 in München; † 20. Januar 1965 in Greifswald) war ein deutscher Physiker, der sich (vor allem theoretisch) mit Gasentladungsphysik beschäftigte und eine entsprechende Schule an der Universität Greifswald begründete.

## Leben
Rudolf Seeliger war der Sohn des späteren Direktors der Münchner Sternwarte Hugo von Seeliger.
Rudolf Seeliger studierte von 1906 bis 1909 an den Universitäten von Tübingen, Heidelberg und München. 1910 promovierte er bei Arnold Sommerfeld in München („Die Theorie der Leitung von Elektrizität in dichten Gasen“, Annalen der Physik, Bd. 33, 1910, S. 319–380). Danach war er an der Physikalisch-Technischen Reichsanstalt (PTR) in Berlin und gleichzeitig Privatdozent an der Universität Berlin.
1918 wurde er außerordentlicher Professor an Universität Greifswald bei Johannes Stark und 1921 wurde er dort ordentlicher Professor für theoretische Physik. 1940 wurde er dort Direktor des Physik-Instituts und 1946 bis 1948 war er Rektor der Universität Greifswald. Ab 1949 war er als Nachfolger von Paul Schulz (der dort 1948 die Xenon-Hochdrucklampe entwickelte) in Greifswald Leiter des „Instituts für Gasentladungsphysik“ der Akademie der Wissenschaften, dem Vorgänger des heutigen Leibniz-Institutes für Plasmaforschung und Technologie.
Während der Untersuchung des Durchgangs von Elektronenstrahlen (Kathodenstrahlen) durch Gase mit Ernst Gehrcke von der PTR machten sie im Frühjahr 1912 Beobachtungen („Über das Leuchten der Gase unter dem Einfluss von Kathodenstrahlen“, Verhandlungen der Deutschen Physikalischen Gesellschaft Bd. 15, 1912, S. 534), die später von James Franck und Gustav Hertz im Franck-Hertz-Versuch (korrekt interpretiert) eine der Stützen der Quantentheorie wurden (Franck und Hertz erhielten dafür 1925 den Nobelpreis).
Seeliger verfasste 1921 den Artikel „Elektronentheorie der Metalle“ in der Enzyklopädie der mathematischen Wissenschaften. Er war auch Bearbeiter des bekannten Physik Lehrbuchs von Ernst Grimsehl.
Seeliger war Mitglied der Deutschen Akademie der Wissenschaften zu Berlin.  1950 wurde er mit dem Nationalpreis für Physik der DDR ausgezeichnet. 1956 erhielt er den Vaterländischen Verdienstorden in Silber.
In Greifswald ist eine Straße nach ihm benannt.

## Darstellung Seeligers in der bildenden Kunst der DDR
- Hans Prütz: Rudolf Seeliger (Büste, 1950er/1960er Jahre; mutmaßlich Bronze; Verbleib unbekannt)

## Schriften
- Einführung in die Physik der Gasentladungen, Leipzig, Barth, 1927
- mit Georg Mierdel Allgemeine Eigenschaften der selbständigen Entladungen, die Bogenentladung, Akademische Verlagsgesellschaft, 1929
- Angewandte Atomphysik; eine Einführung in die theoretischen Grundlagen, Springer, 1938, 1944
- Die Grundbeziehungen der neuen Physik, Barth, 1948
- mit Carl Ernst Heinrich Grimsehl, Walter Schallreuter Lehrbuch der Physik Bd. 1 bis 4, Teubner, 1951 bis 1959 und öfter